# The Hollow
The Hollow to druga płyta długogrająca amerykańskiego zespołu metalcore'owego Memphis May Fire. Album został wydany 26 kwietnia 2011 roku przez Rise Records. Jest to pierwsza płyta po zmianie wytwórni. Zajęła 1 miejsce na notowaniu Billboard Heatseekers Albums.

## Lista utworów
Wszystkie teksty zostały napisane przez Memhpis May Fire, a muzyka skomponowana przez Kellena McGregora i Memphis May Fire.
| Numer             | Tytuł                    | Długość |
| ----------------- | ------------------------ | ------- |
| 1.                | "The Sinner"             | 4:01    |
| 2.                | "The Unfaithful"         | 3:58    |
| 3.                | "The Victim"             | 4:00    |
| 4.                | "The Abandoned"          | 3:40    |
| 5.                | "The Deceived"           | 4:04    |
| 6.                | "The Commanded"          | 3:30    |
| 7.                | "The Burden (Interlude)" | 3:16    |
| 8.                | "The Haunted"            | 3:41    |
| 9.                | "The Reality"            | 4:48    |
| 10.               | "The Redeemed"           | 6:32    |
| Całkowita długość | Całkowita długość        | 41:30   |

## Twórcy
Memphis May Fire
- Matty Mullins – wokal prowadzący, keyboard
- Kellen McGregor – gitara prowadząca, wokal wspierający
- Ryan Bentley – gitara rytmiczna
- Cory Elder – gitara basowa
- Jake Garland – perkusja

Produkcja
- Wyprodukowanie, kontrolowanie i zmiksowanie - Cameron Mizell
- Zaprojektowanie przez Ryana Bentleya i Kellena McGregora
- Skomponowane przez Kellena McGregora i Matty'iego Mullinsa
- Prace artystyczne wykonane przez Glenna Thomasa (We Are Synapse)
- Zdjęcie wykonane przez Sama Linka